# Guapira
Guapira es un género de plantas herbáceas caducas o perennes de la familia Nyctaginaceae. Comprende 196 especies descritas y de estas, solo 69 aceptadas.

## Descripción
Son árboles o arbustos, sin espinas o brotes espolonados; plantas dioicas. Las hojas opuestas o en verticilos, ocasionalmente subopuestas, enteras, pecioladas. Inflorescencias paniculadas o tirsoides, terminales, flores en grupos distales de 2 o 3, sésiles o pediceladas, con 1–3 bractéolas pequeñas en la base del tubo del cáliz, ramas de la inflorescencia masculina con tricomas cafés, ramas de la inflorescencia femenina frecuentemente de color rojo brillante, flores funcionalmente imperfectas pero de apariencia perfecta.

## Taxonomía
El género fue descrito por Jean Baptiste Christophore Fusée Aublet y publicado en Contributions from the United States National Herbarium 13(11): 428. 1911. La especie tipo es: Guapira guianensis Aubl. 

## Especies aceptadas
A continuación se brinda un listado de las especies del género Guapira aceptadas hasta octubre de 2014, ordenadas alfabéticamente. Para cada una se indica el nombre binomial seguido del autor, abreviado según las convenciones y usos.	
| - Guapira acuminata - Guapira amacurensis - Guapira asperula - Guapira bolivarensis - Guapira boliviana - Guapira brevipetiolata - Guapira cafferana - Guapira cafferiana - Guapira cajalbanensis - Guapira campestris - Guapira clarensis - Guapira combretiflora - Guapira costaricana - Guapira cuspidata - Guapira discolor - Guapira domingensis - Guapira eggersiana - Guapira ferruginea - Guapira floribunda - Guapira fragrans - Guapira glabriflora - Guapira globosa - Guapira graciliflora - Guapira guianensis - Guapira harrisiana - Guapira hasslerana - Guapira hassleriana - Guapira hirsuta - Guapira hoehnei - Guapira insularis - Guapira kanukuensis - Guapira laxiflora - Guapira leonis - Guapira ligustrifolia - Guapira linearibracteata - Guapira loefgrenii - Guapira longicuspis - Guapira luteovirens | - Guapira marcano-bertii - Guapira microphylla - Guapira myrtiflora - Guapira neblinensis - Guapira nitida - Guapira noxia - Guapira obtusata - Guapira obtusiloba - Guapira olfersiana - Guapira ophiticola - Guapira opposita - Guapira pacurero (Kunth) Little - pacurero - Guapira paraguayensis - Guapira parvifolia - Guapira peninsularis - Guapira pernambucensis - Guapira petenensis - Guapira potosina - Guapira psammophila - Guapira pubescens - Guapira reticulata - Guapira riedeliana - Guapira rotundata - Guapira rotundifolia - Guapira rufescens - Guapira rusbyana - Guapira salicifolia - Guapira sancarlosiana - Guapira sipapoana - Guapira snethlagei - Guapira suborbiculata - Guapira suspensa - Guapira tomentosa - Guapira uberrima - Guapira uleana - Guapira venosa - Guapira witsbergeri |